# Zakristija
Zakristíja je v krščanskih cerkvah zahodnega obreda posebna sobica, ločena od ostale cerkve, namenjena za shranjevanje opreme in za duhovnikovo pripravo na bogoslužje. Beseda zakristija izvira iz latinščine: sacristia. Če ima zakristija posebnega oskrbnika, se ta imenuje zakristan.
Zakristija je po navadi levo ali desno od glavnega oltarja, včasih pa je tudu povsem ločena od glavne cerkvene stavbe (npr. v nekaterih samostanih).
V zakristiji so običajno shranjeni mašni plašči in druga liturgična oblačila, neposvečene hostije, liturgično posodje (kelihi, ciboriji, patene, ipd), bogoslužne knjige (misal, lekcionar, itd), marsikdaj pa tudi župnijske matične knjige (krstna knjiga, poročna knjiga, itd).
Zakristijo uporabljajo duhovniki in ministranti tudi kot preoblačilnico in kot prostor duhovne priprave na bogoslužje.
V vzhodnih (pravoslavnih) cerkvah zakristije ne poznajo, podobno vlogo pa ima prostor, ki je za ikonostasom.